# Anschlag bei Maʿale Adummim 2024
Der Anschlag bei Maʿale Adummim ereignete sich am 22. Februar 2024 auf der Haupt-Nationalstraße 1 zwischen Jerusalem und Maʿale Adummim, im israelisch besetzten Westjordanland und wird von israelischen Behörden als Terroranschlag eingestuft. Drei Palästinenser eröffneten mit automatischen Waffen das Feuer auf wartende Verkehrsteilnehmer, wobei ein Israeli getötet und 11 weitere verletzt wurden, fünf davon schwer, ehe zwei der Angreifer getötet und der dritte festgenommen werden konnte.

## Ablauf
Nach Angaben der israelischen Sicherheitskräfte eröffneten drei palästinensische Männer, einige hundert Meter vor dem Kontrollpunkt az-Zaʿayyem, das Feuer mit automatischen Handfeuerwaffen auf im Verkehr wartende Israelis, welche sich auf dem Weg nach Jerusalem befanden. Die Angreifer hatten den Tatort mit zwei Fahrzeugen erreicht und verwendeten bei dem Anschlag unter anderem zwei Sturmgewehre und eine Maschinenpistole. Szenen des Angriffs wurden von in Fahrzeugen montierten Dashcams festgehalten. Zwei der bewaffneten Männer wurden noch vor Ort von Sicherheitskräften und bewaffneten Zivilisten erschossen, während der dritte zunächst flüchtete, bevor er kurze Zeit später ebenfalls angeschossen und festgenommen werden konnte, nachdem die Polizei die Gegend durchsucht hatte. Der Inlandsgeheimdienst Schin Bet identifizierte die Angreifer als Palästinenser im Alter von 26 und zweimal 31 Jahren, darunter ein Brüderpaar, welche alle aus der Gegend von Bethlehem stammten. Einer von ihnen war bereits zuvor wegen illegaler Einreise nach Israel inhaftiert gewesen.
Nach Angaben von Ersthelfern habe sich die Schießerei über mehrere Hundert Meter erstreckt, wobei mindestens 12 Israelis in fünf Fahrzeugen verletzt worden seien. Später am selben Tag wurde bekanntgegeben, dass ein 26-jähriger Israeli aus Maʿale Adummim noch am Tatort seinen Verletzungen erlegen sei. Eine 23-jährige schwangere Frau wurde schwer verletzt und zusammen mit drei weiteren verletzten Personen im Jerusalemer Shaare Zedek Medical Center operiert.
Der überlebende Terrorist, der angeschossen und lebensgefährlich verletzt worden war, wurde im Zuge eines Waffenstillstands zwischen der Hamas und Israel unter Einsatz einer mobilen Intensivstation freigelassen. Er erlag am 18. März 2025 seinen Verletzungen.

## Reaktionen
Der nationale Sicherheitsminister Itamar Ben-Gvir reiste nach dem Angriff zum Tatort und erklärte in einer Pressekonferenz unter anderem, dass das Recht auf Leben für jüdische Bewohner im Westjordanland wichtiger sei als die Bewegungsfreiheit für Bewohner der Palästinensischen Autonomiebehörde, und stellte weitere Kontrollpunkte und eine Einschränkung des Zugangs zu Gebeten auf dem Gelände der al-Aqsa-Moschee auf dem Tempelberg für Muslime im Ramadan in Aussicht. Finanzminister Bezalel Smotrich forderte als Reaktion auf den Anschlag eine Ausweitung des israelischen Siedlungsbaus in Maʿale Adummim und den umliegenden Siedlungen, wobei er noch am selben Tag diesbezügliche Gespräche mit Premierminister Benjamin Netanjahu, dem Verteidigungsminister Joaw Galant und dem Minister für strategische Angelegenheiten, Ron Dermer, führte.
Die IDF gaben bekannt, aufgrund des Anschlags ihre Streitkräfte im Westjordanland verstärkt zu haben, um mögliche weitere Angriffe zu verhindern. Der Rettungsdienst Magen David Adom und das Gesundheitsministerium riefen die Öffentlichkeit zum Blutspenden auf, um sicherzustellen, dass die Vorräte im Falle weiterer Anschläge nicht zur Neige gehen.
Arabischsprachige Medien berichteten, dass die Hamas in einer Erklärung den Terroranschlag als „natürliche Reaktion“ auf den Krieg in Gaza bezeichnete. Am 24. Februar gaben die IDF bekannt, mit der Vorbereitung der Zerstörung der beiden Häuser der drei Terroristen in Zaʿatara bei Bethlehem begonnen zu haben.